# Comitê Paralímpico do Chile
O Comitê Paralímpico do Chile (em castelhano:  Comité Paralímpico de Chile) é a organização esportiva age como Comitê Paralímpico Nacional no Chile. Esta instituição foi fundada em 20 de agosto de 2013. Ela está sediada em Santiago, Chile, e seu atual presidente é Ricardo Elizalde.